# 莊順皇貴妃
莊顺皇贵妃（1822年11月29日—1866年12月13日），乌雅氏。笔帖式灵寿（1788年—1824年）之庶女，生母為側室翁氏。道光帝之皇貴妃，光绪帝之祖母，宣統帝之曾祖母。

## 生平
道光二年（1822年）十月十六日寅时出生。
道光十七年 （1837年) 正月，已故筆帖式凌壽之女奉旨封為秀贵人，二月初十日，秀貴人下進女子四名，二月二十七日，秀贵人被送入圆明园。秀貴人後改稱號為琳贵人。
道光十七年十一月初六日，琳贵人降为秀常在。道光十九年七月二十三日 （1839年），秀常在晉為琳貴人。同年，咸福宮琳貴人位下官女子大妞，時年十七歲，因砸破一個飯碗和踩壞花針，便被裁衣尺責打手掌數板，並且即時交出，相關部門發現大妞面上左邊有一塊青腫，調查後發現臉上的青腫是之前學做活計粗笨而被本宮女子用裁衣尺並拳責打所致的。
道光二十年（1840年）四月二十五日，因懷孕而诏封為琳嫔，居承乾宮，九月二十一日子时，生皇七子醇贤亲王奕譞。同年十一月十七日，奉硃谕，奉皇太后懿旨：「琳嫔著晋封为琳妃。应行事宜该衙门按例办理。其嫔分册封之礼著毋庸举行。」
道光二十一年 (1841年) 元旦日卯正一刻，《曾国藩日记》記載：「慈宁宫铺设拜毡毕，总管一名，请皇贵妃、彤贵妃、琳妃、恬嫔各就拜毡立。」
道光二十二年（1842年）二月十三日戌時，生皇九女壽莊固倫公主，同年五月初三日正式冊封為琳妃。道光二十四年正月初六日寅時，琳妃生钟端郡王奕詥。道光二十五年十月十六日寅时，琳妃生皇九子孚敬郡王奕譓，同年十二月二十二日诏晋為琳贵妃。道光二十六年（1846年）十二月初十日，正式冊封為琳贵妃。道光二十八年，清宫医案曾載琳貴妃因不明原因而小产，但是她的身体尚算健康。
道光三十年（1850年）正月，文宗进尊为皇考琳贵太妃，居壽康宮中的壽中宮。不详何時搬进了毗邻寿康宫后殿的寿西宫，与她同住的有九公主。咸丰年間，琳贵太妃经常给咸丰帝进奉喫食、福肉以及针线活计等，次数远超其他道光帝嬪妃。咸丰十一年十月，剛登極的穆宗进尊为皇祖琳皇贵太妃。
同治元年二月，同治帝剛登極後，內務府為道光帝和咸豐帝妃嬪安排會親，定於二月二十二日，琳皇貴太妃、彤妃、佳妃和李貴人會親，會親時間從早上卯時至傍晚酉時，琳皇貴太妃與嬸母、舅母、常麟之女會親。
同治五年（1866年）十月十八日至十一月三日，奕𫍽当时唯二子女半个月内相继去世， 琳皇贵太妃另外二子皆终身无子女，她唯一的女儿在此之前成婚仅十三个月丧夫守寡。受此打击，十一月二十六日，琳皇贵太妃逝世，年僅四十四歲。琳皇贵太妃的遗体刻即移送至吉安所。同年十一月二十二日，垂帘听政的两宫皇太后为她擬定谥号“庄顺”二字，根据内阁的标注，“严恪有仪”为“庄”，“和比于理”为“顺”，琳皇贵太妃的一生由此盖棺定论，成为“庄顺皇贵妃”。同治六年十月十五日卯时，入葬慕东陵。
同治十三年十二月，莊顺皇贵妃亲孙载湉入继文宗，登极为帝，是为光绪帝。光绪十三年二月，特诏增加陵寝祭品，光緒十九年又加崇其园寝的规制。
光緒十六年正月，光緒帝下旨，“莊順皇貴妃母家三代，允宜特示推崇，以光盛典”。於是追封莊順皇貴妃上面三代一品封典，並且賜給其家一個恩封的騎都尉世襲罔替。

## 家族
莊順皇貴妃與康熙帝孝恭仁皇后及嘉慶帝恩嬪同為巴拜系烏雅氏，莊順皇貴妃一支與孝恭仁皇后一支的關係頗遠，但是莊順皇貴妃的高祖父和恩嬪的祖父同為官保，所以恩嬪是莊順皇貴妃的堂姑祖母，尚在五服之內。
根據《烏雅氏族全譜》，其家族簡譜如下：
- 十一世祖：巴拜。
- 十世祖：托和托齊。
- 九世祖：圖囊阿，孝恭仁皇后為其玄孫女。
- 八世祖：薩穆哈，曾任太僕寺卿、內閣學士、左都御史、工部尚書、禮部尚書等職。
- 七世祖：甕鄂春，曾任員外郎兼佐領。
- 六世祖：多芮，曾任郎中。
- 五世祖：羅岱，曾任光祿寺署正、江南龍江關副監督、鳳陽關正監督。
- 高祖父：官保，曾任知府、都統、吏部尚書、協辦大學士等職。
- 曾祖父：凝德，曾任藍翎侍衛、鑾儀尉、整儀尉、巴里坤鎮總兵等職；其嫡室為馬佳氏，繼室為王氏、胡氏。
- 祖父：百祿，曾任通判、知州。
- 嫡祖母：棟鄂氏，稱為棟鄂夫人。
- 親祖母：周氏，稱為周夫人。
- 父：靈壽，乾隆五十二年十二月二十八日出生，道光四年去世，曾任鑾儀衛筆帖式、議叙候選主事。
- 嫡母：鄂濟特氏，誥封安人。
- 生母：側室翁氏，誥封安人。
- 兄弟：禧霖，翁安人所出，被出繼予同族之三多長子騎都尉崇壽；廷會，為承繼子，同治十二年三月二十六日亥時出生，後加恩賞給騎都尉。

## 影视作品
- 電視劇

| 年份 | 劇名     | 演員 | 剧中姓名  | 劇中稱謂 |
| 2011 | 萬凰之王 | 陳爽 | 烏雅·善琳 | 琳貴人   |

## 延伸阅读
[在维基数据编辑]
 《清史稿/卷214》，出自趙爾巽《清史稿》